# Умань
У́мань (укр. У́мань) — город в Черкасской области Украины, административный центр Уманского района и Уманской городской общины. Расположен в 186 км к западу от областного центра — города Черкассы, на берегу реки Уманки. До 2020 года была городом областного значения.

## Название
Часть исследователей считает, что город получил название от реки Умы, о которой упоминается ещё в 1494 году в летописи из монастыря Супраль.
Официальная версия гласит, что название города производно от названия реки Уманки.

## Символика

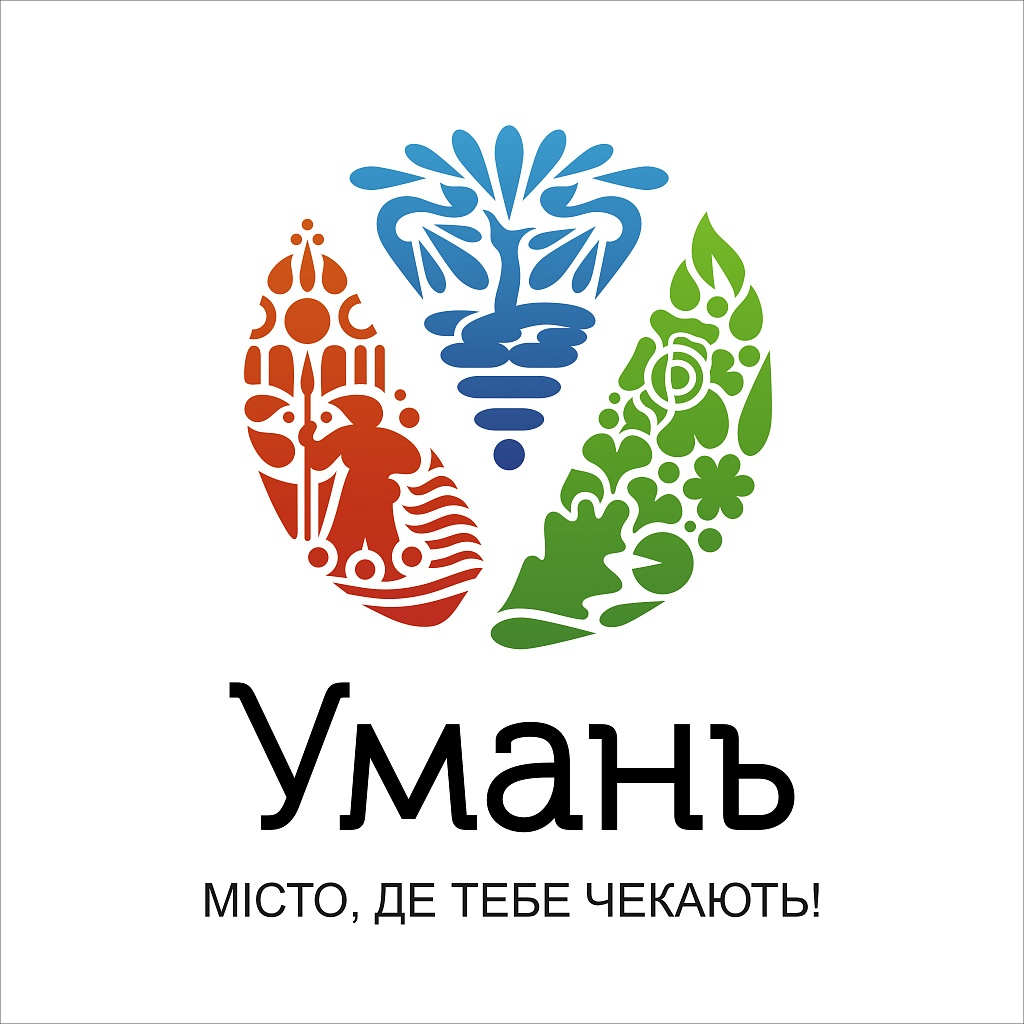
Логотип города Умань

Официальными символами Умани являются герб и флаг, утвержденные 30 мая 1996 решением № 3-8/22 сессии городского совета.
13 сентября 2016 года по результатам конкурса «Логотип и слоган города Умань» был представлен официальный логотип города и промослоган «Умань. Город, где тебя ждут».

## История
Первое упоминание об Умани относится к 1616 году. Название города, очевидно, происходит от названия реки Уманки, которая в более древние времена называлась Ума.
В первой половине XVII века поселение стало городом. Во второй половине XVII века Умань являлась укрепленным пунктом для защиты от набегов крымских татар. В 1674 году Умань была сожжена и разорена турецко-татарским войском при содействии гетмана Дорошенко, население почти поголовно убито и угнано в рабство.
Восстание гайдамаков Колиивщина в 1768 году повлекло за собой взятие и сожжение города, резню польского и еврейского населения (Уманская резня).

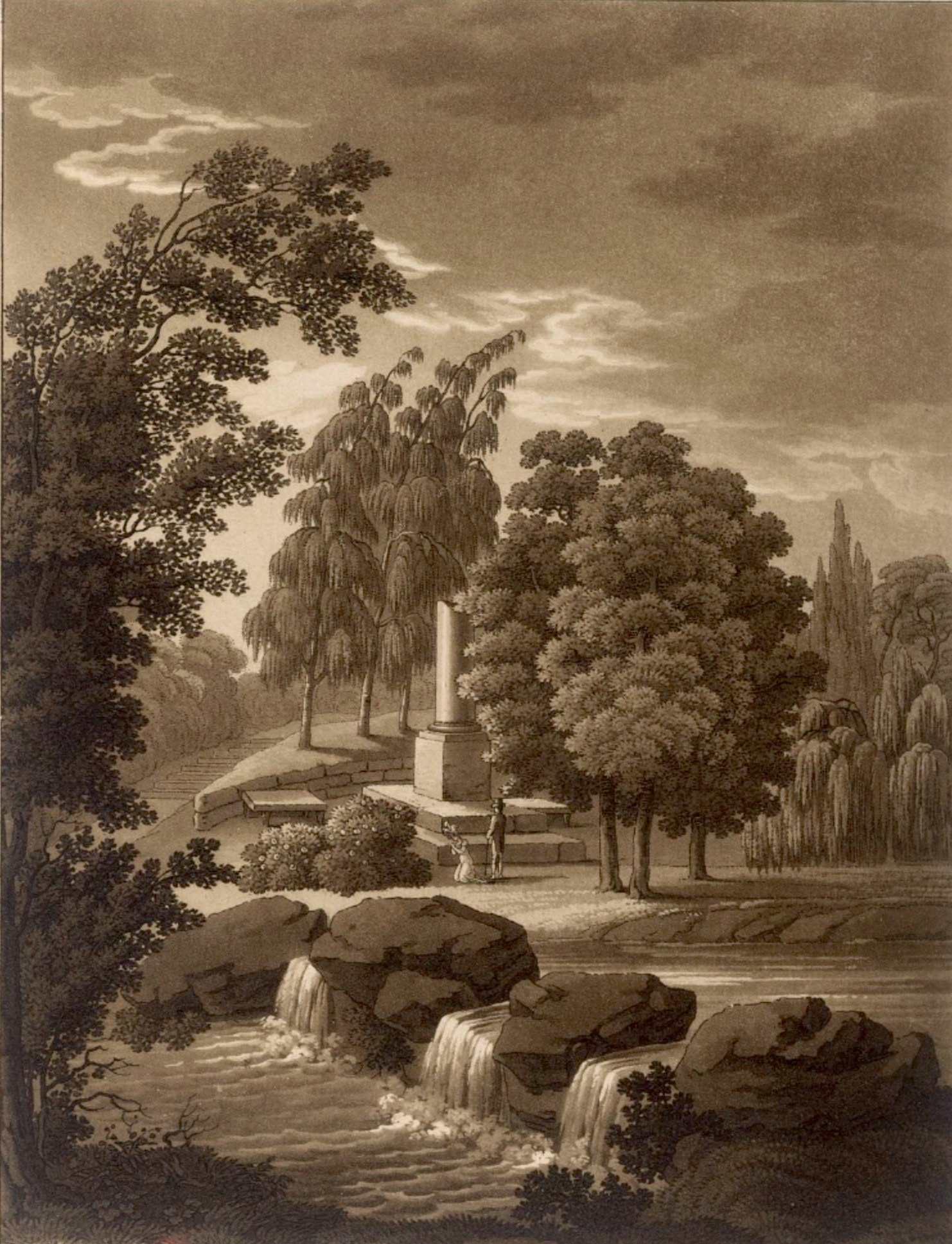
Софиевский парк, 1815 год

В XIX веке в составе Российской империи город Умань был волостным центром Уманской волости и являлся административным центром одноимённого уезда.
В 1834 году Умань (до этого бывшая владением князей Потоцких) была конфискована и отошла в казну.
В 1897 году Умань являлась центром хлебной торговли с населением 17 тыс. человек.
15 февраля 1918 года в Умани была установлена Советская власть, однако уже 6 марта 1918 город оккупировали австро-немецкие войска (которые оставались здесь до 10 декабря 1918 года), в дальнейшем город оказался в зоне боевых действий гражданской войны.

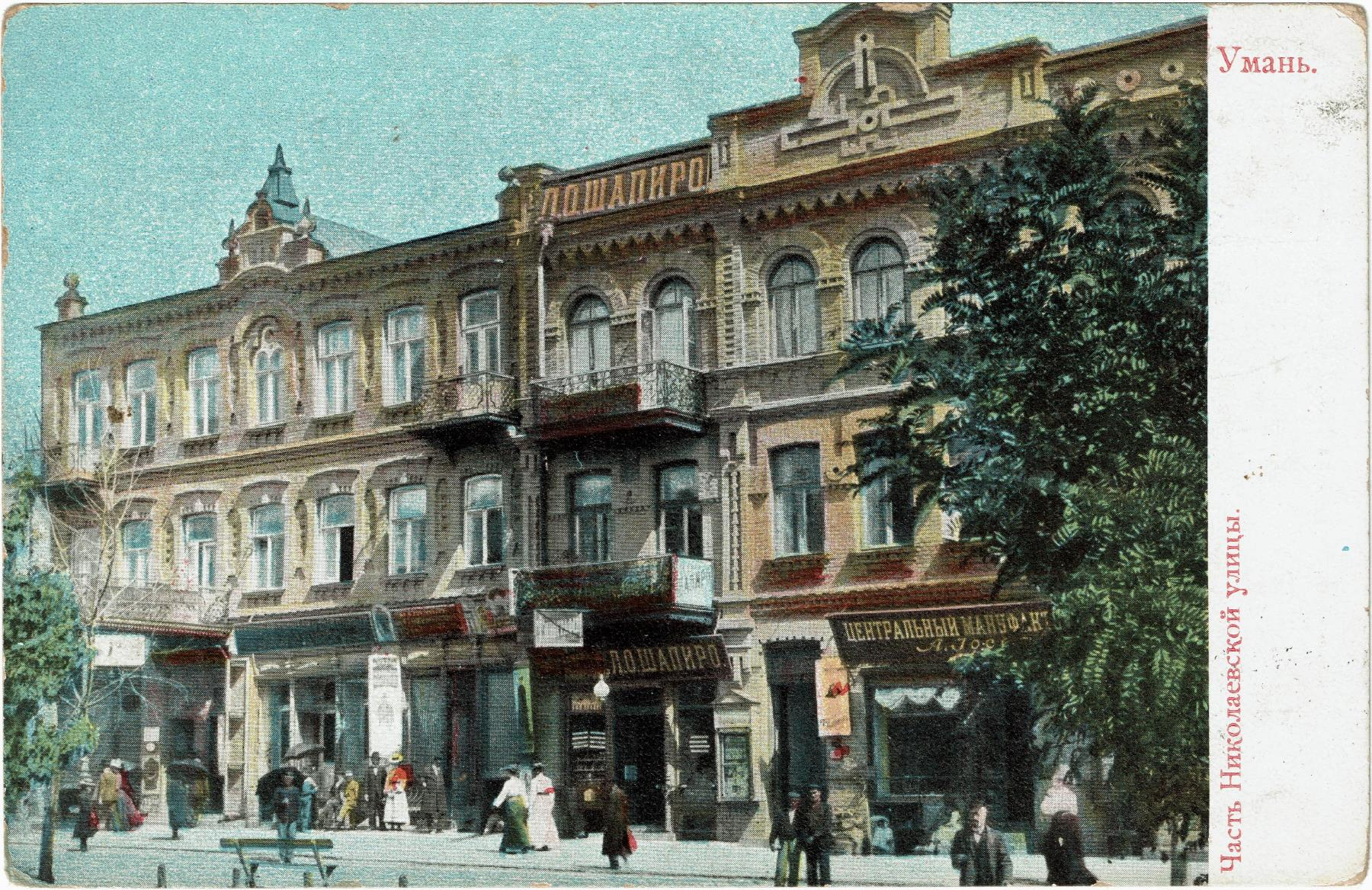
Умань на почтовой открытке начала XX века

С 8 ноября 1922 года по 1935 год в городе находилось управление 2-го кавалерийского корпуса Украинского военного округа Красной Армии. Командиры корпуса — Григорий Котовский, Николай Криворучко.
30 июля 1941 года был оккупирован наступавшими немецкими войсками.
В конце июля — начале августа 1941 под Уманью попали в окружение части Юго-западного и Южного фронтов Красной армии. В мировой историографии это событие известно как битва под Уманью («Уманский котёл»). Во время оккупации на территории парка «Софиевка» было организовано кладбище для погибших немецких солдат. Умань была освобождена войсками 2-го Украинского фронта 10 марта 1944 года.
Войска 2-го Украинского фронта, освободившие город в ходе Уманско-Ботошанской операции:
- 52-й армии в составе: 73-го ск (генерал-майор Батицкий, Павел Фёдорович) в составе: 254-й сд (полковник Путейко Михаил Константинович), 294-й сд (полковник Сергеев Леонид Гаврилович), 31-й сд (полковник Хильчевский Иван Фёдотович); 78-го ск (генерал-майор Латышев, Георгий Александрович) в составе: 373-й сд (полковник Сазонов Кузьма Иванович), 252-й сд (полковник Горбачёв Иван Александрович), 303-й сд (генерал-майор Фёдоровский, Константин Степанович); 25-го отд. тп (подполковник Соколов Николай Иванович).
- 2-й танковой армии в составе: 16-го танкового корпуса (генерал-майор т/в Дубовой Иван Васильевич) в составе: 107-й танковой бригады (полковник Абрамов Тихон Порфирьевич), 109-й тбр (полковник Бабковский Петр Дмитриевич), 164-й тбр (полковник Копылов Николай Вениаминович), 15-й мотострелковой бригады (полковник Акимочкин Петр Михайлович), 1441-го самоходного артполка (майор Горбатенко Дмитрий Антонович); 3-го тк (генерал-майор т/в Теляков Николай Матвеевич) в составе: 50-й тбр (полковник Либерман Роман Александрович), 51-й тбр (полковник Мирвода Семён Никифорович), 103-й тбр (подполковник Халаев, Александр Иванович), 57-й мсбр (полковник Шамардин, Павел Зиновьевич), 8-го отд. гв. тяжёлого танкового полка (подполковник Земляной Андрей Григорьевич), 13-го отд. гв. ттп (полковник Гришин Николай Степанович), 881-го сап (капитан Борисенко Михаил Петрович), 1540-го тяжёлого самоходного артполка (майор Шишов Николай Павлович); 11-й гв. тбр (полковник Кошаев, Николай Михайлович).
- 5-й гвардейской танковой армии в составе: 29-го тк (генерал-лейтенант т/в Кириченко, Иван Фёдорович) в составе: 25-й тбр (подполковник Мищенко, Иван Петрович), 31-й тбр (подполковник Молчанов, Василий Степанович), 1446-го самоходного артполка (майор Лыков, Иван Семенович).
- 5-й воздушной армии в составе: 1-го гв. штурмового авиакорпуса (генерал-лейтенант авиации Рязанов, Василий Георгиевич) в составе: 8-й гв. штурмовой авиадивизии (полковник Родякин, Фёдор Григорьевич), части войск 12-й гв. истребительной авиадивизии (генерал-майор авиации Баранчук, Константин Гаврилович).

Войскам, участвовавшим в боях при прорыве обороны, разгроме уманско-христиновской группировки противника, в ходе которых был освобожден г. Умань, приказом Ставки ВГК от 10 марта 1944 года объявлена благодарность и в Москве дан салют 20 артиллерийскими залпами из 224 орудий.
Приказом Ставки ВГК от 19.03.1944 года № 061 в ознаменование одержанной победы соединения и части, отличившиеся в боях за освобождение города Умань, получили наименование «Уманских»:
- 3-й танковый корпус (генерал-майор танк/в Теляков, Николай Матвеевич)
- 16-й танковый корпус (генерал-майор танк/в Дубовой, Иван Васильевич)
- 80-я гвардейская стрелковая дивизия (генерал-майор Яковлев, Алексей Ефимович)
- 3-я гвардейская воздушно-десантная дивизия (полковник Конев, Иван Никитич)
- 50-я танковая бригада (полковник Либерман, Роман Александрович)
- 51-я танковая бригада (полковник Мирвода, Семён Никифорович)
- 2-я отдельная истребительная противотанковая артиллерийская бригада
- 24-я отдельная истребительная противотанковая артиллерийская бригада
- 34-я отдельная истребительная противотанковая артиллерийская бригада (полковник Гришин, Андрей Ильич)
- 4-я инженерно-сапёрная бригада (полковник Бударин, Александр Михайлович)
- 6-я штурмовая инженерно-сапёрная бригада (полковник Покровский, Валентин Николаевич)
- 57-я мотострелковая бригада (полковник Шамардин, Павел Зиновьевич)
- 13-й отдельный гвардейский тяжёлый танковый полк (полковник Гришин, Николай Степанович)
- 25-й отдельный танковый полк
- 713-й самоходный артиллерийский полк (подполковник Васильев, Иван Васильевич)
- 1892-й самоходно-артиллерийский полк (майор Бобров, Григорий Глебович)
- 10-й армейский миномётный полк (майор Яргин, Иван Кузьмич)
- 86-й гвардейский миномётный полк (подполковник Зазирный, Павел Ануфриевич)
- 324-й гвардейский миномётный полк (полковник Орлов, Борис Иванович)
- 2-й отдельный гвардейский полк связи (подполковник Брыжко, Иван Николаевич).[20]

В 1945 году была создана реализационная база хлебопродуктов.
В 1956 году здесь действовали мотороремонтный завод, два кирпичных завода, толевый завод, хлебокомбинат, мясокомбинат, птицекомбинат, плодокомбинат, маслосыродельный завод, маслобойный завод, пивоваренный завод, витаминный завод, спирто-водочный завод, швейная фабрика, мебельная фабрика, 9 средних школ, три семилетние школы, две начальные школы, музыкальная школа, две школы рабочей молодёжи, педагогическое училище, медицинское училище, два техникума, сельскохозяйственный институт, педагогический институт, краеведческий музей, два Дома культуры, Дом учителя, Дом пионеров, три библиотеки, три кинотеатра, шесть клубов, детская техническая станция, дом санитарного просвещения и заповедный парк «Софиевский». Выходила газета «Уманська зоря».
В 1957 году был введён в эксплуатацию завод «Мегомметр».
В январе 1989 года численность населения составляла 90 596 человек, основой экономики являлись предприятия машиностроительной, лёгкой и пищевой промышленности, также здесь действовали два вуза и два музея.
В январе 2000 года было возбуждено дело о банкротстве обувной фабрики. В марте 2007 года было возбуждено дело о банкротстве кирпичного завода.

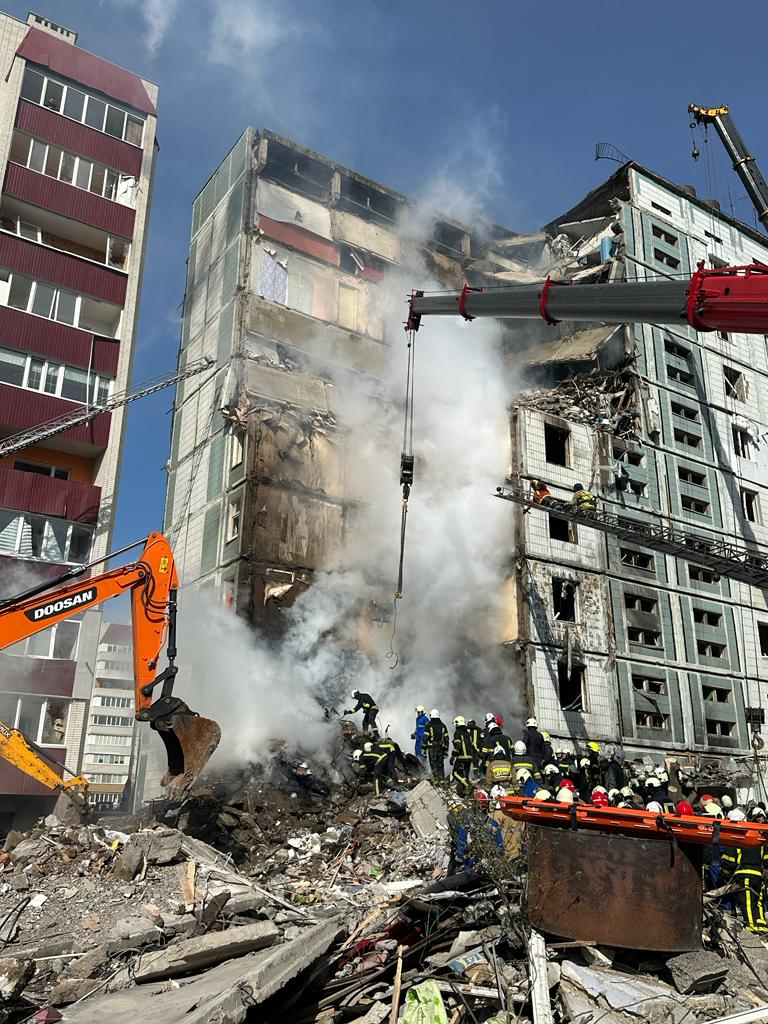
Дом после российского ракетного удара 28 апреля 2023 года

### Российское военное вторжение
В первый день вторжения России на Украину 24 февраля 2022 года Умань подверглась ракетному удару, в результате чего погиб велосипедист. Инцидент попал на камеру.
28 апреля 2023 вооружённые силы Российской Федерации опять нанесли массированный ракетный удар по Умани, повредив десяток многоквартирных домов. В одном из них был уничтожен целый подъезд. Погибли не менее 23 человек, среди которых 6 детей; 18 человек ранены. В городе был объявлен трёхдневный траур.

## Население
| Год  | Численность | Численность |
| ---- | ----------- | ----------- |
| 1975 | 77 600      | [ 31 ]      |
| 1983 | 83 000      | [ 32 ]      |
| 1987 | 89 000      |             |
| 1990 | 91 300      | [ 33 ]      |
| 1996 | 93 000      | [ 34 ]      |
| 2001 | 89 000      | [ 35 ]      |
| 2012 | 86 900      | [ 36 ]      |
| 2021 | 82 154      | [ 37 ]      |

На 1 января 2013 года численность населения составляла 87 111 человек.

### Языковой состав
Родной язык населения по данным переписи 2001 года:
| Язык       | Численность, чел. | Доля     |
| ---------- | ----------------- | -------- |
| Украинский | 81 933            | 93,27 %  |
| Русский    | 5 600             | 6,38 %   |
| Другое     | 310               | 0,35 %   |
| Итого      | 87 843            | 100,00 % |

Украинский язык является единственным официальным и основным языком города.
По данным Государственной службы статистики Украины, в 2023/24 учебном году все 114 960 учащихся в учреждениях общего среднего образования в Черкасской области обучались в украиноязычных классах.

## Образование и культура
В городе размещены 10 учебных заведений: Уманский национальный университет садоводства, Уманский государственный педагогический университет имени Павла Тычины, и Европейский университет, Уманское подразделение, Уманский филиал Киевского института бизнеса и технологий, а также Уманский техникум механизации и электрификации сельского хозяйства, медицинский колледж, экономико-правовой колледж, педагогическое и музыкальное училища, профессиональный аграрный лицей, Уманская автомобильная школа ОСОУ.
В микрорайоне «БабКП» находится Михайловская церковь УПЦ МП.

## Транспорт
Узел шоссейных дорог.

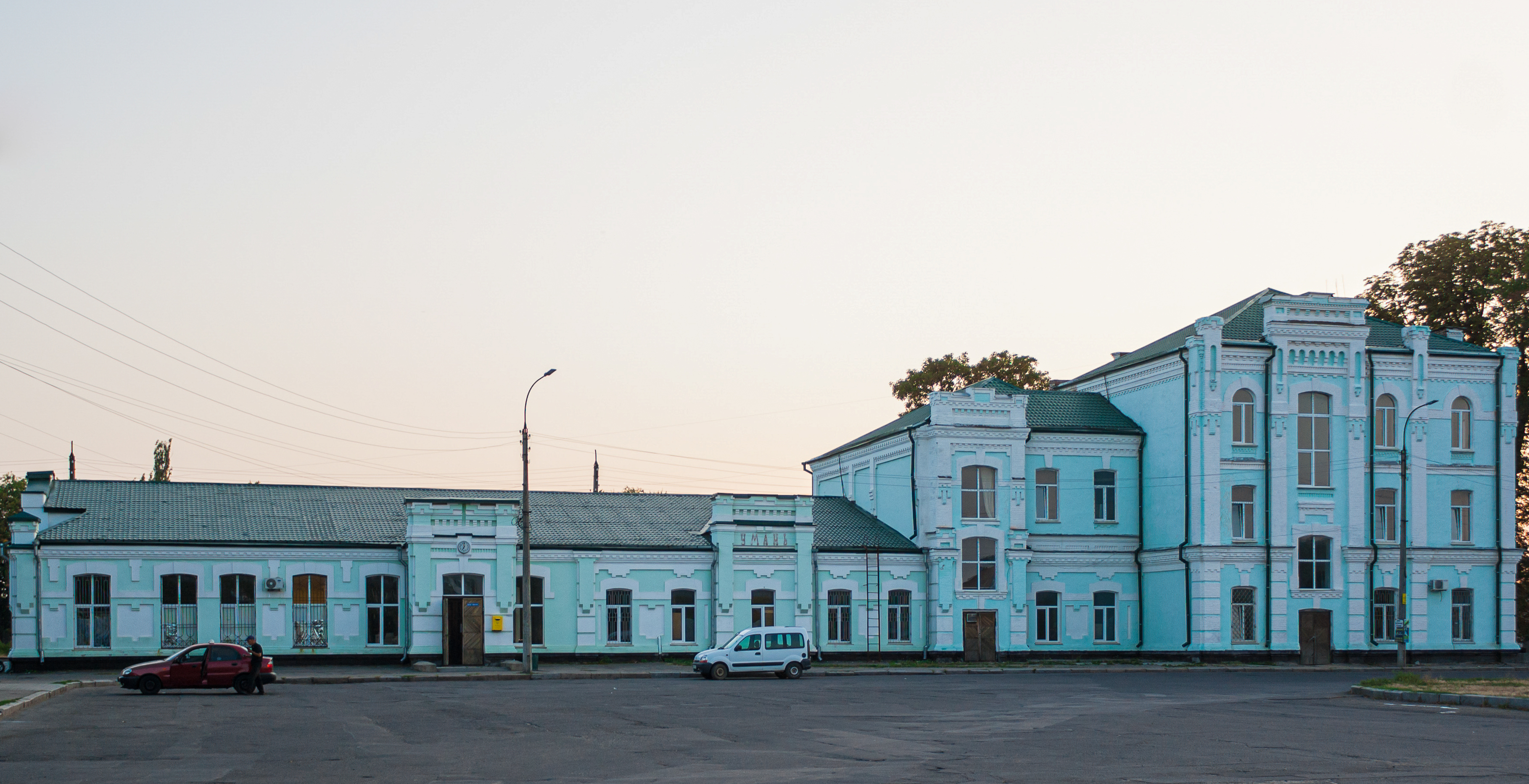
Железнодорожная станция

В первой половине XX века в городе начали функционировать первые транспортные средства, одним из которых был трамвай, который двигался по одному маршруту. Депо находилось на территории бывшего оптико-механического завода.
Железнодорожная станция Умани Одесской железной дороги является конечной, ближайшая большая станция находится в городе Христиновка (20 км).
Основная пассажирская перевозка по городу осуществляется с помощю маршрутных транспортных средств (автобусов), а также с помощью такси.

## Достопримечательности

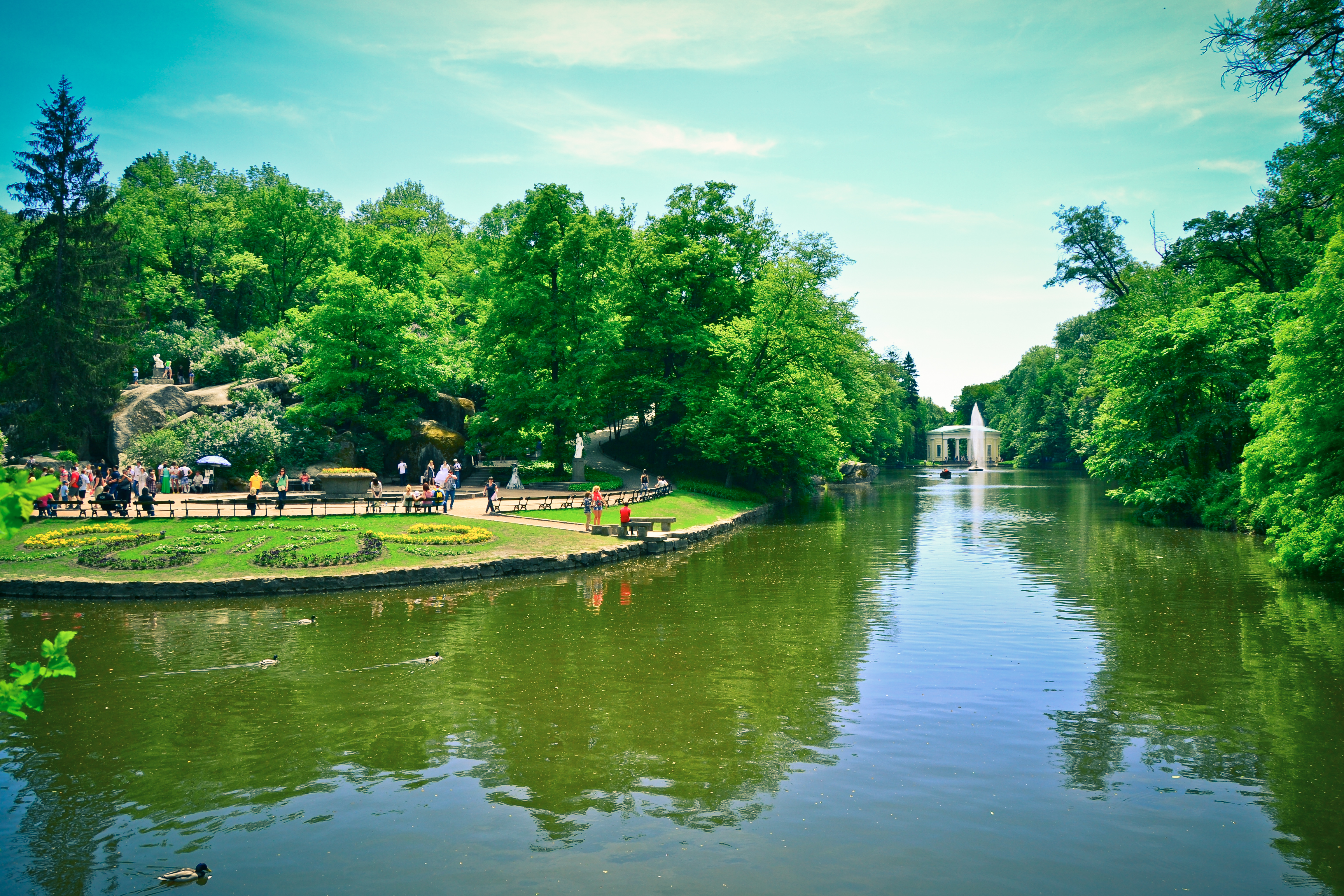
Парк «Софиевка»

В городе сохранились многочисленные дома ХІХ — начале XX века в стилях классицизма, историзма и модерна, мемориальные места связаны с событиями второй мировой войны, памятники, церкви, старая еврейская синагога, католический костёл.
Парк «Софиевка» является памятником ландшафтного типа мирового садово-паркового искусства конца XVIII — первой половины XIX века, основанным в 1796 году польским магнатом Станиславом Потоцким.
В Умани находится могила основателя брацлавского хасидизма рабби Нахмана из Брацлава, которая привлекает более 30 тысяч паломников каждый год на Рош Ха-Шана.
В июне 2017 года в сквере Тараса Шевченко был открыт самый большой в центральной Украине светомузыкальный комплекс фонтанов с лазерным шоу «Перлина кохання». Чаша главного фонтана — 450 м², водный экран — площадью почти 200 м².

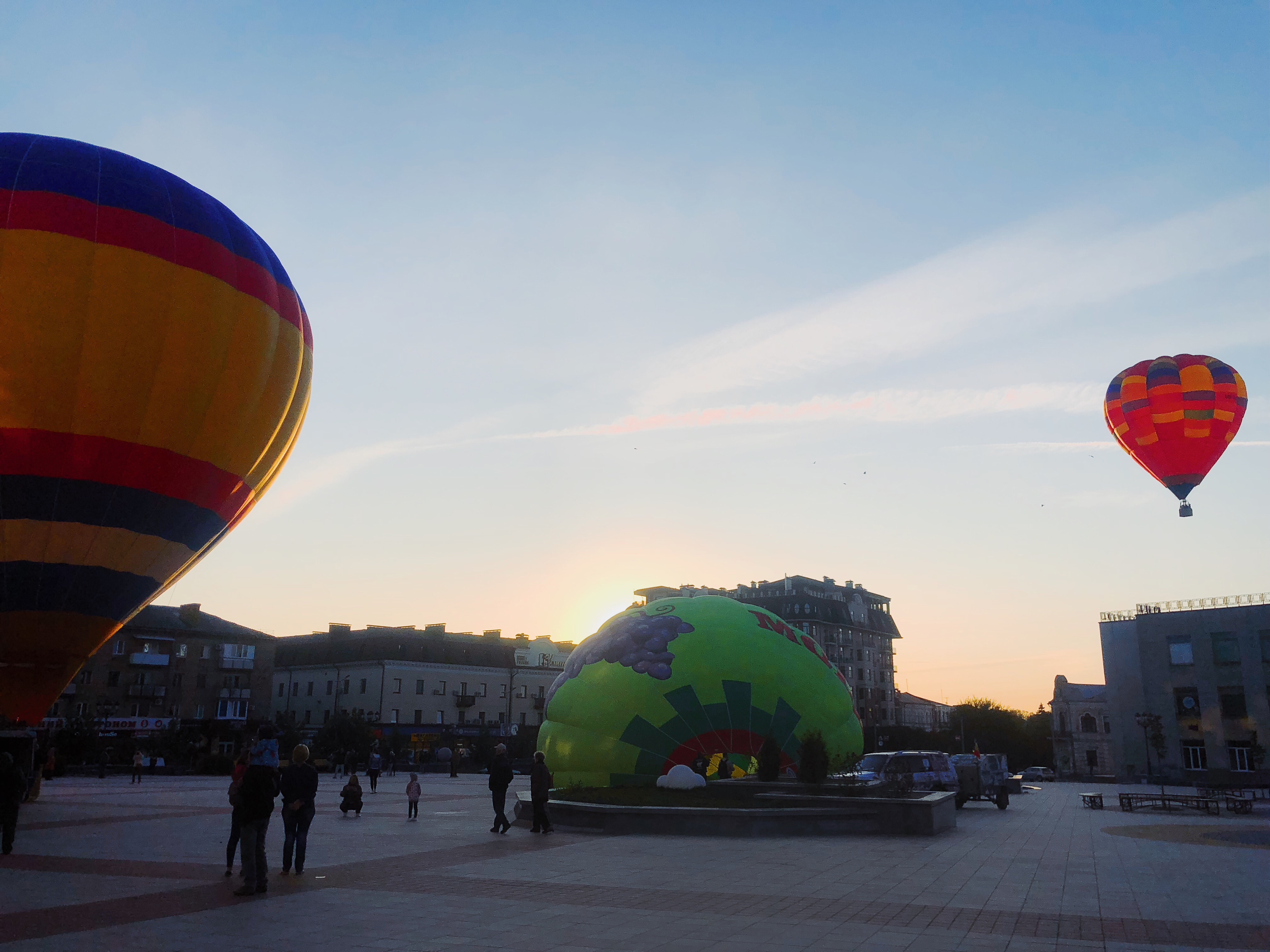
День воздухоплавства в Умани

## Мероприятия и отдых
С 1 по 5 июня 2017 года в Умани состоялся международный фестиваль воздушных шаров «Монгольфьерия. Цветущая страна». В рамках фестиваля был установлен рекорд Украины «Самый высокий хайлайн между воздушными шарами». Рекорд состоялся на высоте 660 метров над землёй. Хайлайнер Станислав Панюта прошёл по веревке между двумя аэростатами, пилотировавшимися Сергеем Скалько и Юрием Бейдыком. Рекорд был зафиксирован представителем национального реестра рекордов Украины.
28 сентября 2018 года в Умани вновь состоялся фестиваль «Монгольфьерия. Цветущая страна». В фестивале приняли участие более 10 аэростатов — участники с Украины и из Молдовы. Во время фестиваля был установлен рекорд Украины — «Первый тандем-прыжок с парашютом с воздушного шара» на высоте 4038 метров над уровнем моря.

## Галерея
|                                       |                                      |                                  |                                               |                              |
| Коммерческий банк (середина XIX века) | Национальный университет садоводства | Уманский агротехнический колледж | Педагогический университет имени Павла Тычины | Уманский краеведческий музей |

|                            |                          |                 |                        |                        |
| Памятник Гонте и Железняку | Свято-Николаевский собор | Парк «Софиевка» | Полицейское управление | Комплекс рабби Нахмана |

## Города-побратимы
Умань является городом-побратимом следующих городов:
- Ашкелон (Израиль)
- Дейвис (США)
- Гнезно (Польша)
- Хаапсалу (Эстония)
- Корник (Польша)
- Ланьцут (Польша)
- Милфорд Гейвен (Уэльс)
- Ноф-ха-Галиль (Израиль)
- Радвилишкис (Литва)
- Ромийи-сюр-Сен (Франция)
- Цфат (Израиль)